# Olga Lucía De Angulo
Olga Lucía de Angulo (26 de noviembre de 1955 - 8 de febrero de 2011) fue una nadadora colombiana. Nació en Santiago de Cali, Valle del Cauca.
Se inició en la natación desde muy pequeña, y a los 7 años empezó a entrenar.
A lo largo de su corta carrera, De Angulo participó en una gran cantidad de eventos, tanto nacionales como internacionales, en los que siempre obtuvo excelentes resultados e incluso dejó récords. Su hazaña más recordada, sin embargo, fue la consecución de diez medallas de oro en sendas pruebas en los Juegos Bolivarianos de Venezuela, en 1970.
Participó dos veces en los Juegos Olímpicos: en 1968, en México, y en 1972, en Alemania. En los primeros le otorgaron una placa de reconocimiento por ser la deportista más joven en participar en unas olimpiadas.
Se retiró de la natación a los 17 años, tras la muerte de su madre, Gladys Irragorri. Tras ello, inició una carrera profesional en Psicología en la Pontificia Universidad Javeriana, para posteriormente viajar a Estados Unidos a realizar una maestría en Administración de Empresas en la Universidad de Harvard.
De Angulo falleció en Vancouver, Canadá, a los 55 años de edad, víctima de un cáncer.

## Condecoraciones
De Angulo recibió una gran cantidad de condecoraciones durante su carrera deportiva. Algunas de ellas son las siguientes:
- Orden de San Carlos (Gobierno de Colombia).
- Orden Francisco de Miranda (Gobierno de Venezuela).
- Cruz de Belalcázar (Gobernación del Cauca, Colombia).
- Medalla de oro al Mérito Deportivo (otorgada por la Gobernación del Valle del Cauca, Colombia).
- Las llaves de la ciudad de Cali (Alcaldía de Cali).
- Cruz del Mérito Deportivo (Coldeportes).
- Orden de los Caballeros de la Natación (Orden de los Caballeros de la Natación Suramericana).
- Medalla de la Federación Internacional de Natación FINA declarándola la mejor nadadora suramericana.